# Ivesia shockleyi
Ivesia shockleyi är en rosväxtart som beskrevs av Wats.. Ivesia shockleyi ingår i släktet Ivesia och familjen rosväxter. Utöver nominatformen finns också underarten I. s. ostleri.